# Mikel Laboa

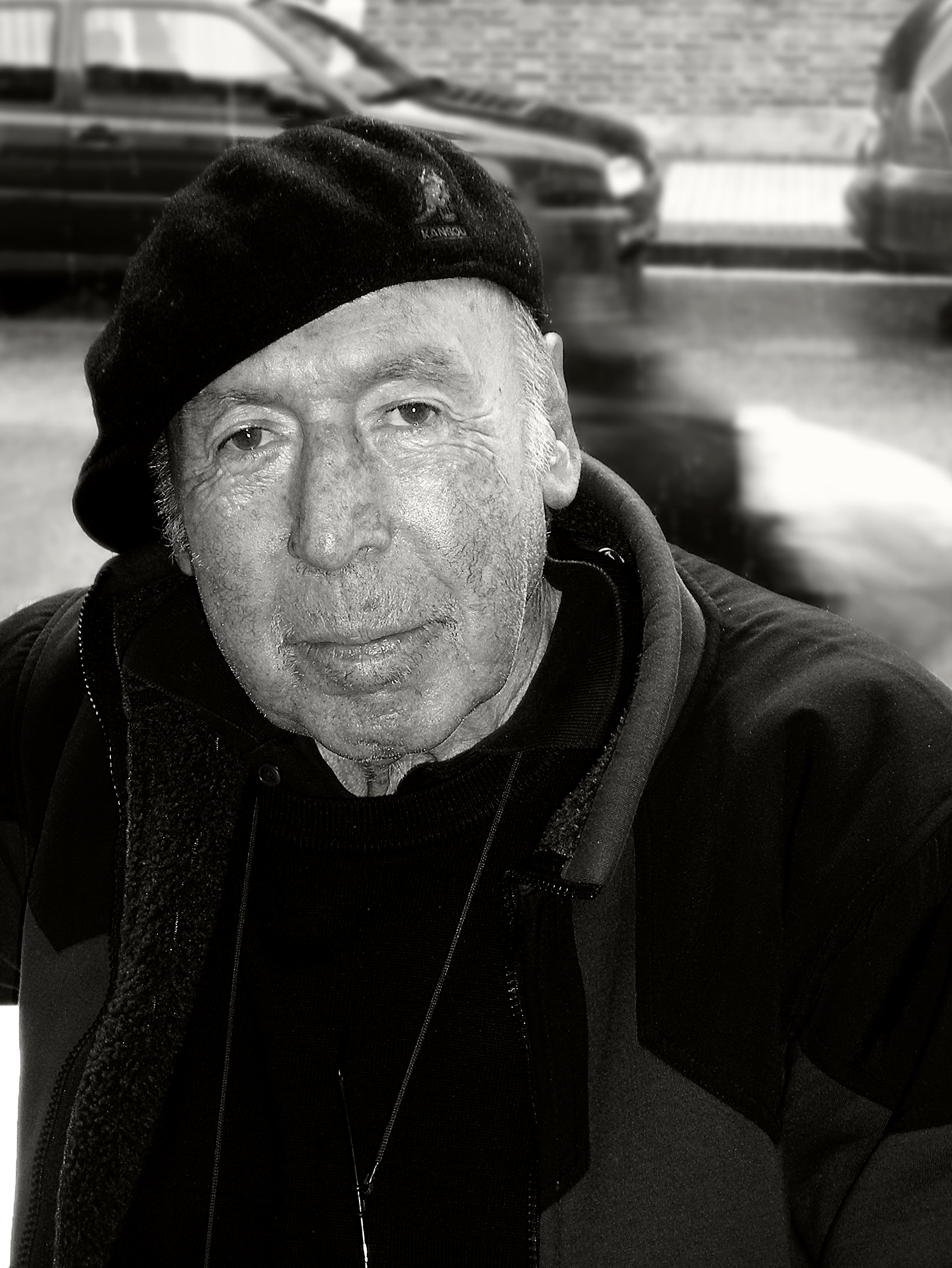
Mikel Laboa, 2007

Mikel Laboa (* 15. Juni 1934 in San Sebastián, Provinz Guipúzcoa, Spanien; † 1. Dezember 2008 ebenda) war ein baskischer Liedermacher und Gitarrist.
Mikel Laboa verstand sich als politischer Künstler in der Tradition von Atahualpa Yupanqui oder Tom Waits. Seit den 1960er Jahren veröffentlichte er eine Reihe von LPs und CDs.
Mikel Laboa studierte Medizin in Pamplona und praktizierte auch während seiner Musikerkarriere immer als Arzt. 1958 sang er auf einem Benefiz-Konzert im Gayarre-Theater zum ersten Mal vor Publikum. Seit den 1960er Jahren trat er regelmäßig im Baskenland auf. Bekannt wurde er durch moderne Interpretationen traditioneller baskischer Lieder. In den 1960er Jahren gründete er zusammen mit anderen baskischen Künstlern die Gruppe "Ez Dok Amairu" (baskisch für: "Es gibt keine Dreizehn", mit Bezug auf die Unglückszahl 13), die das Ziel verfolgte, die durch das Franco-Regime unterdrückte baskische Kultur wiederzubeleben. Dabei legten sie besonderen Wert auf Förderung und Würdigung der baskischen Sprache. Innerhalb dieser Gruppe wurde Laboa (zusammen mit Benito Lertxundi) zum bedeutendsten Vertreter des sogenannten Neuen Baskischen Gesangs.
Seine CDs enthalten sowohl selbstgetexte Lieder als auch Vertonungen von baskischen und internationalen Dichtern, z. B. von Bertolt Brecht. Eine CD mit Live-Mitschnitten besteht größtenteils aus Textstücken, die an den Dadaismus erinnern. Sein Album Bat-Hiru von 1974 wurde in einer Abstimmung der Zeitung Diario Vasco zum "Besten Baskischen Album der Geschichte" gewählt.
Aufgrund gesundheitlicher Probleme zog sich Laboa in den 1990er Jahren zunehmend vom Musik- und Konzertbetrieb zurück. Zum letzten Mal auf der Bühne stand er 2006 in einem Konzert Bob Dylans in San Sebastián. 2008 wurde er mit der Goldmedaille der Deputation von Gipuzkoa ausgezeichnet. Im Jahr 2014 erhielt er postum den erstmals verliehenen Adarra-Preis für sein Lebenswerk.

## Diskografie
- 1964: Lau herri kanta. EP.
- 1966: Ursuako Kantak.
- 1969: Bertolt Brecht.
- 1969: Haika Mutil. EP, Elkar Herri Gogoa.
- 1974: Bat Hiru. LP, Elkar.
- 1980: Lau Bost. LP, Elkar.
- 1985: 6 (Sei). LP, Elkar.
- 1988: Lekeitioak. LP, Elkar.
- 1989: 12 (Hamabi). LP, Elkar.
- 1994: 14 (Hamalau). LP, Elkar.
- 1997: Mikel Laboa zuzenean.
- 2000: Zuzenean II - Gernika.
- 2003: 60ak+2.
- 2005: Xoriek - 17.
- 2007: Lekeitioak.